# Zygmunt Janiszewski
Zygmunt Jan Janiszewski (ur. 12 lipca 1888 w Warszawie, zm. 3 stycznia 1920 we Lwowie) – polski działacz niepodległościowy, matematyk, organizator nauki, jeden z czołowych przedstawicieli warszawskiej szkoły matematycznej, inicjator i twórca programu polskiej szkoły matematycznej  .

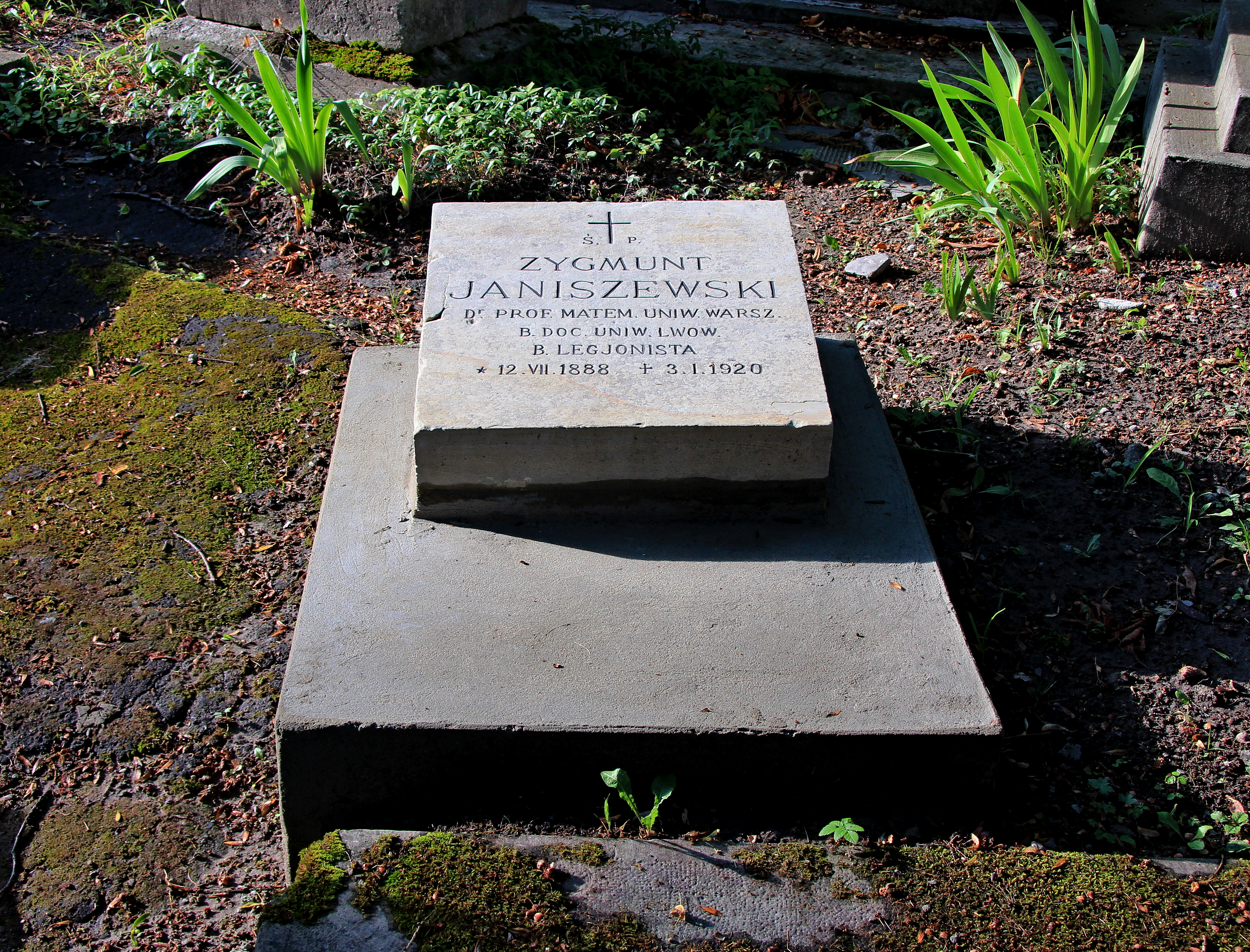
Nagrobek Zygmunta Janiszewskiego

## Życiorys
Zygmunt Jan Janiszewski przyszedł na świat w rodzinie prawnika i dyrektora Towarzystwa Kredytowego Miejskiego w Warszawie Czesława Daniela Janiszewskiego i Julii Józefy z domu Szulc-Cholnickiej.
Naukę rozpoczął w szkole realnej w Warszawie, jednak w związku z udziałem w szkolnym strajku musiał się przenieść do Lwowa, gdzie w 1907 roku zdał maturę. Początkowo studiował na Wydziale Filozoficznym na Uniwersytecie w Zurychu. Po pierwszym semestrze nauki przeniósł się na Uniwersytet w Getyndze. Tam związał się z kręgiem wybitnego profesora matematyki Davida Hilberta. Zainspirowany pracą twórczą i rozmowami z członkami wspomnianej grupy, Janiszewski napisał swoją pierwszą pracę dotyczącą teorii obszarów wypukłych i pewnej ich kwalifikacji. Kolejny rok studiów Janiszewski spędził w Paryżu na Sorbonie, gdzie uzyskał stopień licencjata. Za sprawą tamtejszej szkoły matematycznej – stworzonej przez Henriego Poincaré i Henriego Lebesgue – w 1910 roku zaczął publikować swoje artykuły w czasopiśmie wydawanym przez Francuską Akademię Nauk.
19 czerwca 1911 roku uzyskał stopień doktora na podstawie pracy „Sur les continus irreductibles entre deux points” („O kontinuach nieprzywiedlnych między dwoma punktami”) napisanej pod kierunkiem Henriego Lebesgue'a. Ta nowatorska praca była ważna, ponieważ Z. Janiszewski zastosował po raz pierwszy w tej dziedzinie algebrę logiczną. W skład komisji egzaminacyjnej wchodzili tacy matematycy jak Henri Poincaré i Maurice Fréchet. W latach 1911–1912 był wykładowcą matematyki na Wydziale Przyrodniczym i Wydziale Humanistycznym Towarzystwa Kursów Naukowych w Warszawie.
W 1912 wygłosił wykład sekcyjny na Międzynarodowym Kongresie Matematyków w Cambridge.
W 1913 opublikował fundamentalną pracę On cutting the plane by continua (O rozcinaniu płaszczyzny przez kontinua) z zakresu topologii płaszczyzny.
W okresie I wojny światowej w latach 1914–1915 jako zwykły żołnierz walczył w Legionach Polskich. W 1916 po kryzysie przysięgowym schronił się w województwie radomskim, gdzie rozpoczął pracę oświatową wśród bezdomnych dzieci .
W 1918 roku w polskim czasopiśmie naukowym „Nauka Polska” ukazał się jego artykuł O potrzebach matematyki w Polsce, który zainicjował polską szkołę matematyczną .
W 1918 został profesorem Uniwersytetu Warszawskiego. Był jednym z dwóch promotorów doktoratu Kazimierza Kuratowskiego.
Narzeczoną Z. Janiszewskiego była Janina Kelles-Krauz, córka Kazimierza Kelles-Krauza. Termin ślubu był wyznaczony, lecz w 1920 Z. Janiszewski zmarł w wieku 31 lat na grypę, której pandemia w latach 1918–1920 znana jest potocznie jako hiszpanka. Został pochowany na Cmentarzu Łyczakowskim we Lwowie.
Odziedziczony majątek rodowy oraz część swoich dochodów przeznaczył na cele oświatowe i społeczne. Miał, wg H. Steinhausa, zapatrywania komunistyczne.

## Dzieła
Jego prace dotyczyły głównie topologii, stąd też uważany jest za jednego z twórców warszawskiej szkoły topologii. Jako autor programu rozwoju polskiej matematyki (który stał się podstawą powstania polskiej szkoły matematycznej), postulował koncentrację wysiłków na teorii mnogości, topologii i logice matematycznej. Był współtwórcą pierwszego w świecie wyspecjalizowanego czasopisma matematycznego „Fundamenta Mathematicae” .
W 1915 opublikował „Poradnik dla samouków”, który był zbiorem artykułów wielu polskich uczonych dotyczących zagadnień matematycznych. W dziele tym zamieścił również swój własny cykl rozpraw o matematyce mających umożliwić czytelnikom samokształcenie z tej dziedziny na poziomie uniwersyteckim .

## Ordery i odznaczenia
- Krzyż Niepodległości – pośmiertnie 7 lipca 1931 „za pracę w dziele odzyskania niepodległości”[13][14][15]

## Upamiętnienie
23 listopada 1982 Poczta Polska wprowadziła do obiegu pocztowego znaczek z wizerunkiem Zygmunta Janiszewskiego o numerze katalogowym 2690, o wartości 12 zł (w ramach serii pt. „Matematycy polscy”).